# Brachypremna variitibia
Brachypremna variitibia är en tvåvingeart som beskrevs av Alexander 1937. Brachypremna variitibia ingår i släktet Brachypremna och familjen storharkrankar. Inga underarter finns listade i Catalogue of Life.